# Ошвож
Ошво́ж (рос. Ошвож) — річка в Республіці Комі, Росія, ліва притока річки Кос'ю, правої притоки річки Ілич, правої притоки річки Печора. Протікає територією Троїцько-Печорського району.
Річка починається на західних схилах хребта Ебельїз (Олс-Саринпал-Нер), протікає на південний захід та південь.